# Jesus Freaks (libro)

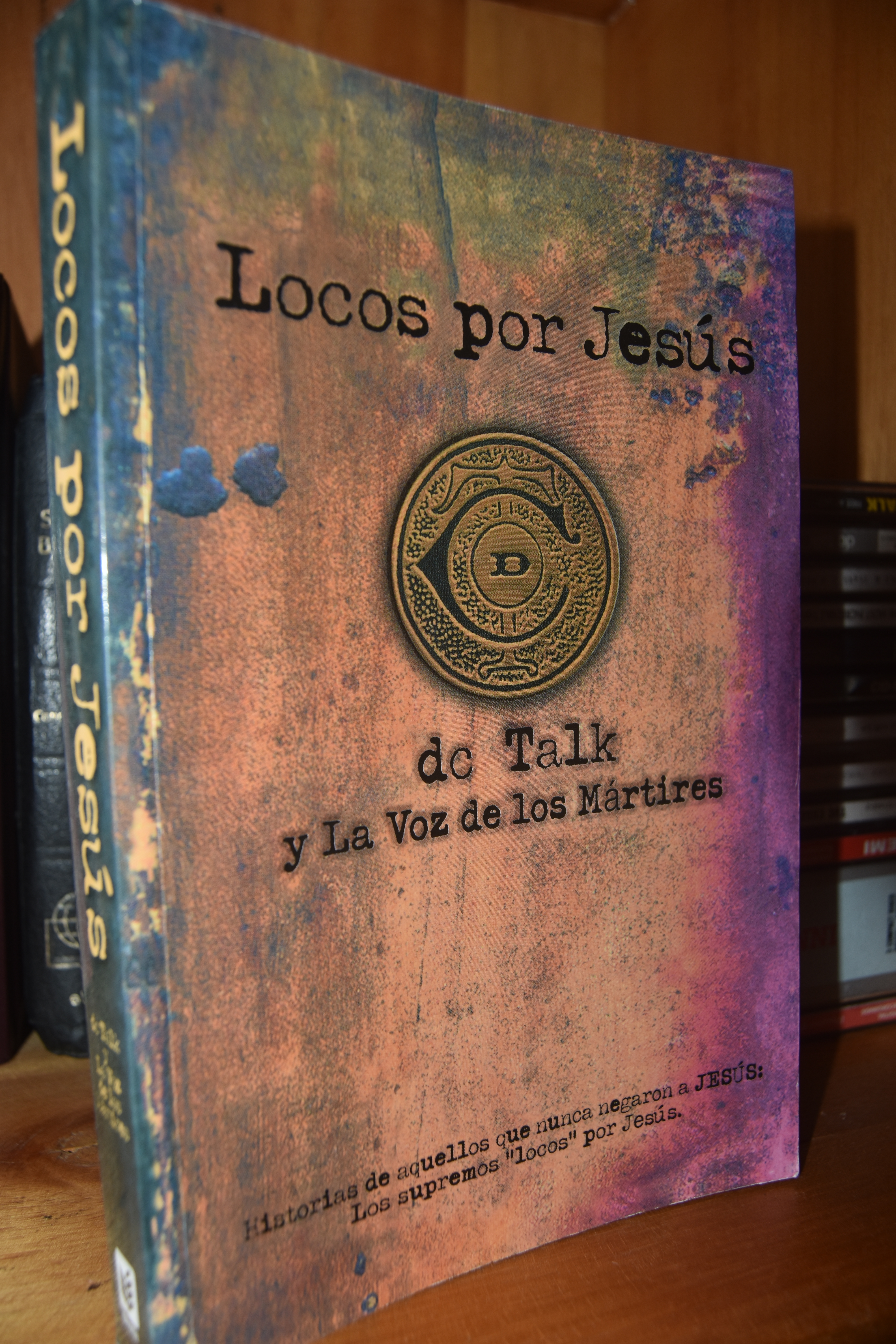
DC Talk y la voz de los martires en español

Jesus Freaks es un libro de 1999 de DC Talk y The Voice of the Martyrs, la versión en español el libro se llama Locos por Jesús. El nombre proviene del álbum y canción de DC Talk Jesus Freak que lanzaron en 1995. Incluye historias y testimonios de cristianos de todo el mundo, pasados y presentes, que han sido perseguidos, torturados o martirizados por sus creencias cristianas. Jesus Freaks es publicado por Bethany House (ISBN 0-7642-0083-6).
Después de su publicación, también se publicó un libro secuela, junto con libros afiliados. Estos incluyeron un libro en blanco, Journal, un libro de estilo devocional, Live Like a Jesus Freak, y un libro de versículos bíblicos, Promises for a Jesus Freak, para muchas ocasiones de muchas traducciones protestantes de la Biblia, incluida la popular traducción The Message.
Voice of the Martyrs también lanzó un libro independientemente de historias similares, Extreme Devotion. 